# Chattooga County
Das Chattooga County befindet sich im US-Bundesstaat Georgia der Vereinigten Staaten. Der Verwaltungssitz (County Seat) ist Summerville.

## Geographie
Das County liegt im Nordwesten von Georgia, grenzt im Westen an Alabama und ist im Norden etwa 50 km von Tennessee entfernt. Es hat eine Fläche von 812 Quadratkilometern, wovon ein Quadratkilometer Wasserfläche ist, und grenzt im Uhrzeigersinn an folgende Countys: Walker County, Gordon County und Floyd County.

## Geschichte
Chattooga County wurde am 28. Dezember 1838 aus Teilen des Floyd County und des Walker County gebildet. Benannt wurde es nach dem Chattooga River. Das 1909 erbaute County-Gerichtsgebäude in Summerville ist in der nationalen Datenbank der historischen Plätze gelistet.

## Demografische Daten

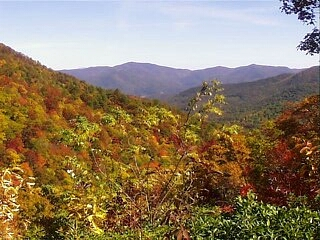
Herbststimmung im Chattahoochee-Oconee National Forest

Laut der Volkszählung von 2010 verteilten sich die damaligen 26.015 Einwohner auf 9.548 bewohnte Haushalte, was einen Schnitt von 2,52 Personen pro Haushalt ergibt. Insgesamt bestehen 10.977 Haushalte.
69,8 % der Haushalte waren Familienhaushalte (bestehend aus verheirateten Paaren mit oder ohne Nachkommen bzw. einem Elternteil mit Nachkomme) mit einer durchschnittlichen Größe von 3,02 Personen. In 33,6 % aller Haushalte lebten Kinder unter 18 Jahren sowie in 29,2 % aller Haushalte Personen mit mindestens 65 Jahren.
25,0 % der Bevölkerung waren jünger als 20 Jahre, 26,0 % waren 20 bis 39 Jahre alt, 28,2 % waren 40 bis 59 Jahre alt und 20,8 % waren mindestens 60 Jahre alt. Das mittlere Alter betrug 39 Jahre. 51,9 % der Bevölkerung waren männlich und 48,1 % weiblich.
83,9 % der Bevölkerung bezeichneten sich als Weiße, 11,1 % als Afroamerikaner, 0,3 % als Indianer und 0,4 % als Asian Americans. 2,7 % gaben die Angehörigkeit zu einer anderen Ethnie und 1,6 % zu mehreren Ethnien an. 4,0 % der Bevölkerung bestand aus Hispanics oder Latinos.
Das durchschnittliche Jahreseinkommen pro Haushalt lag bei 32.496 USD, dabei lebten 23,9 % der Bevölkerung unter der Armutsgrenze.

## Kultur und Sehenswürdigkeiten

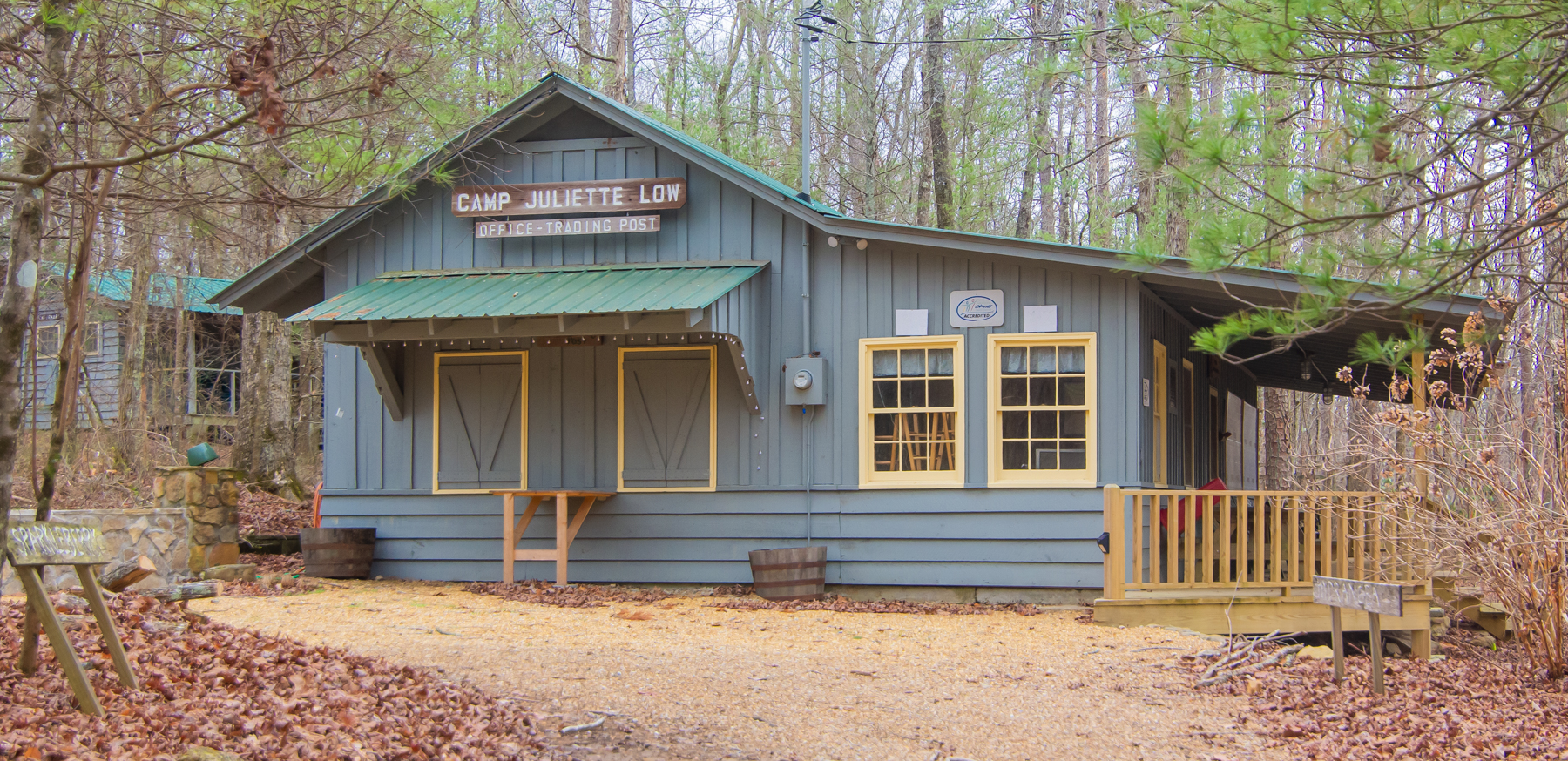
Camp Juliette Low in Cloudland (2021). Dieses Pfadfinderlager der Girl Scouts wurde im September 1987 als zweites Objekt im County in das NRHP eingetragen.

Neun Bauwerke, Stätten und „historische Bezirke“ (Historic Districts) im Chattooga County sind im National Register of Historic Places („Nationales Verzeichnis historischer Orte“; NRHP) eingetragen (Stand 4. August 2023), neben dem Gerichts- und Verwaltungsgebäude sind dies unter anderem zwei Sakralgebäude und ein ehemaliger Bahnhof.

## Orte im Chattooga County
Orte im Chattooga County mit Einwohnerzahlen der Volkszählung von 2010:
Cities:
- Menlo – 474 Einwohner
- Summerville (County Seat) – 4534 Einwohner

Towns:
- Lyerly – 540 Einwohner
- Trion – 1827 Einwohner